# 橋本インターチェンジ
橋本インターチェンジ（はしもとインターチェンジ）は、和歌山県橋本市にある京奈和自動車道（橋本道路）のインターチェンジである。
国道371号橋本バイパス（和歌山県橋本市柱本 - 橋本市清水 国道24号以北は4車線）に接続している。

## 歴史
- 2006年（平成18年）4月27日：橋本IC-高野口IC間開通に伴い供用開始。
- 2007年（平成19年）8月2日：橋本東IC-橋本IC間が開通し、橋本道路全通。

## 周辺
- 橋本駅
- 御幸辻駅

## 接続する道路
- 直接接続
  - 国道371号（橋本バイパス）
    - 橋本IC - 柱本：三石台区域内を除きバイパス工事中。柱本で大阪橋本道路（工事中）と接続予定
    - 橋本IC - 国道24号：4車線への拡幅完成
    - 国道24号線 - 清水：紀ノ川に新しい橋「橋本高野橋」を架設し、清水で国道370号に接続（2006年4月9日開通 橋本橋を通るルートから橋本高野橋を通るルートに国道371号の経路変更）
- 間接接続
  - 国道24号
  - 国道370号

## 料金所
無料区間のため設置されていない。

## 隣
E24 京奈和自動車道
(13) 橋本東IC - (14)橋本IC - (15)高野口IC

## 関連記事
- 日本のインターチェンジ一覧